# Half-Life: Blue Shift
Half-Life: Blue Shift ist die zweite Erweiterung für den Ego-Shooter Half-Life (1998). Das Spiel wurde von Gearbox Software und Valve entwickelt und von Sierra On-Line herausgegeben. Obwohl es als Erweiterung bezeichnet wird, handelt es sich um eine Vollversion, für die man nicht im Besitz des Hauptspiels sein muss („Standalone“).
Ursprünglich sollte Blue Shift exklusiver Bestandteil der Half-Life-Portierung für Segas Spielekonsole Dreamcast werden, jedoch wurde das fast fertiggestellte Projekt eingestellt und Blue Shift separat für den PC veröffentlicht.
Fans erstellten mit Black Mesa: Blue Shift ein kostenloses Remake des Spiels.
Der mehrdeutige Name „Blue Shift“, zu deutsch etwa Blaue Dienstschicht (weil die Sicherheitskräfte blau gekleidet sind) spielt auch auf das physikalische Phänomen der Blauverschiebung an.

## Neuerungen
Das Spiel unterscheidet sich von der Art her kaum vom ursprünglichen Half-Life und bietet im Vergleich zur ersten Erweiterung Opposing Force keine Neuerungen. Die Waffen entsprechen genau denen aus Half-Life und wurden lediglich im Rahmen eines „High Definition Pack“ genannten optionalen Upgrades mit neuen Texturen versehen. In der deutschen Version sind die Gegner nun wieder Roboter.

## Handlung
Das Spiel spielt, wie schon Opposing Force, parallel zu den Ereignissen von Half-Life, wobei der Zeitpunkt der Handlung von Blue Shift vor Opposing Force angesiedelt ist. Barney Calhoun, Sicherheitsangestellter in Black Mesa, befindet sich gerade in dem Forschungskomplex, als in der Abteilung für anomale Materie das Experiment, an dem Gordon Freeman beteiligt ist, schiefläuft. Die Handlung endet zu dem Zeitpunkt, als die Soldaten Gordon Freeman gefangen nehmen und zur Müllzerkleinerungsanlage schleppen.

## Rezeption
Das Fehlen neuer Waffen oder bislang unbekannter Gegner wurde bemängelt. Zudem sei die Spieldauer deutlich kürzer als die von Opposing Force. Die Grafik sei trotz der neuen Modelle nicht mehr zeitgemäß. Dass Blue Shift trotz altbackener Präsentation weiterhin begeistere, zeige wie ausgefeilt das Gameplay der Reihe sei.